# Бегичево (Московская область)
Бегичево — деревня в Чеховском районе Московской области, в составе муниципального образования сельское поселение Стремиловское (до 28 февраля 2005 года входила в состав Стремиловского сельского округа).

## Население
| 2002 | 2006 | 2010 |
| ---- | ---- | ---- |
| 24   | ↘21  | ↗35  |

## География
Бегичево расположено примерно в 20 км на запад от Чехова, у впадения реки Стыдинки в Нара, высота центра деревни над уровнем моря — 152 м. На 2016 год в Бегичеве одна улица — Новая — и одно садовое товарищество.